# 贾韦
贾韦（義大利語：Giave），是意大利萨萨里省的一个市镇。总面积46.92平方公里，人口597人，人口密度12.7人/平方公里（2009年）。ISTAT代码为090030。